# Хойники
Хо́йники (бел. Хо́йнікі) — город в Гомельской области Республики Беларусь. Административный центр Хойникского района.
Территория и население города увеличились за счёт присоединения к городу в 2009 году деревни Малишев.
Численность населения — 13 001 человек (на 1 января 2025 года).
В 2012 году Хойники отметили 500-летие.

## География

### Расположение
Хойники расположен в 105 км от областного центра Гомеля и 60 км от Мозыря.

### Гидрография
Расположены водоёмы. В частности, по улице Лермонтова расположен водоём, именуемый жителями «Автобаза». В 14 км на север расположено Великоборское водохранилище.

### Заповедник
В г. Хойники расположена администрация Полесского государственного радиационно-экологического заповедника.

## Транспортная сеть
Расположена железнодорожная станция Хойники, соединяющая Хойники с городами Гомель, Василевичи и Калинковичи. Конечная железнодорожная станция ветки Василевичи — Хойники, отходящей от линии Гомель — Калинковичи. 
Имеется автовокзал. Автомобильными дорогами райцентр связан с городами Гомель, Речица, Калинковичи, Мозырь, Брагин, со всеми центральными усадьбами района.

## Геральдика
Герб и флаг приняты решением Президиума Хойникского районного Совета депутатов от 17 апреля 2001 года № 18 и районным Советом депутатов 28 июня 2001 года № 80. Зарегистрированы в Гербовом матрикуле Республики Беларусь 14 августа 2001 года № 65.

## История
Хойники (с Остроглядами) впервые упоминаются в привилее от 3 июня 1504 года короля польского и великого князя литовского Александра пану Семёну Фёдоровичу Полозовичу за воинские заслуги на вечные времена, что засвидетельствовано описью архива князей Шуйских, хранящейся в Главном архиве давних актов в Варшаве. В 1512 году они были разграничены с Брагинской волостью князя Михаила Васильевича Збаражского. Находились в Киевском воеводстве Великого княжества Литовского, принадлежали Полозовичам, Любецким, Харлинским, Абрамовичам, Брозовским, Шуйским, Прозорам. Название происходит от слова хвойники — «сосновые леса», как, предположительно, население Брагинской волости называло возвышенность на север от села Листвин, ибо само одноимённое поселение возникло в низине на краю болота, где сосна обычно не растёт. Форма Хойники появилась позднее под влиянием польского языка. Со второй половины XVI века село в Киевском повете, затем в Овручском повете. С последней трети XVII века местечко, центр волости. В XVII—XVIII веках в пойме реки Квеся существовал деревянный Хойникский замок. С 1793 года — в составе Российской империи, в пореформенный период центр волости Речицкого уезда Минской губернии.
В 1897 году проживало 2685 жителей, из них 1668 евреи. Работали 2 спиртзавода, железообрабатывающий, лесопильный, колёсный заводы. Было 2 водяные мельницы, 2 школы, Покровская церковь, костёл, 3 синагоги, 26 лавок, 2 постоялых двора, почтовая станция.
В ноябре 1917 года установилась советская власть. В феврале — декабре 1918 года оккупирован немецкими войсками.
С 1919 года в составе Гомельской губернии РСФСР, с 8 декабря 1926 года центр района Речицкого округа, а в 1927—1930 Гомельского округа БССР.
С 27 сентября 1938 года городской посёлок Полесской области, 3,4 тыс. жителей, лесопильный завод.
С 25 августа 1941 года по 23 ноября 1943 года оккупирован немецкими войсками.
В 1954 году вошёл в состав Гомельской области.
10 ноября 1967 года городской посёлок Хойники преобразован в город районного подчинения.
В 1970 году 9,5 тыс. жителей. На конец 1986 года население района составляло 45,9 тыс. жителей.
В 1972 году к городу Хойники присоединены деревня Волоки (улица Котовского), деревня Заболотье (улица Крестьянская), посёлок Первомайск, в 1989 году — Настолье и Чирвоная Нива (бывшая Лентерня).
Значительно пострадал в результате аварии на Чернобыльской АЭС.
20 октября 1995 года административные единицы Хойникский район и город Хойники, имеющие общий административный центр, объединены в одну административную единицу — Хойникский район.
16 декабря 2009 года деревня Малишев включена в состав города Хойники.

## Демография
Численность населения — 13 001 человек (на 1 января 2025 года). Население — 13 248 человек (на 1 января 2023 года).
| Численность населения:                                                                          |
| Графики недоступны из-за технических проблем. См. информацию на Фабрикаторе и на mediawiki.org. |

| Год            | 1897 | 1939  | 1959    | 1970  | 1979    | 1989    | 2006    | 2019    | 2020    | 2021    | 2023    | 2024 | 2025    |
| -------------- | ---- | ----- | ------- | ----- | ------- | ------- | ------- | ------- | ------- | ------- | ------- | ---- | ------- |
| Население чел. | 2700 | ▲3439 | ▲10 128 | ▼9473 | ▲15 121 | ▲17 113 | ▼14 342 | ▼13 319 | ▲13 360 | ▲13 439 | ▼13 248 |      | ▼13 001 |

| Национальный состав по переписи населения 2009 года | Национальный состав по переписи населения 2009 года | Национальный состав по переписи населения 2009 года |
| Народ                                               | Численность                                         | %                                                   |
| --------------------------------------------------- | --------------------------------------------------- | --------------------------------------------------- |
| Белорусы                                            | 12 902                                              | 93,2 %                                              |
| Русские                                             | 650                                                 | 4,7 %                                               |
| Украинцы                                            | 168                                                 | 1,21 %                                              |
| Евреи                                               | 21                                                  | 0,15 %                                              |
| Поляки                                              | 21                                                  | 0,15 %                                              |
| Азербайджанцы                                       | 15                                                  | 0,11 %                                              |
| Армяне                                              | 11                                                  | 0,08 %                                              |

| Национальный состав по переписи населения 1939 года | Национальный состав по переписи населения 1939 года | Национальный состав по переписи населения 1939 года |
| Народ                                               | Численность                                         | %                                                   |
| --------------------------------------------------- | --------------------------------------------------- | --------------------------------------------------- |
| Евреи                                               | 1645                                                | 47,8 %                                              |
| Белорусы                                            | 1314                                                | 38,2 %                                              |
| Русские                                             | 209                                                 | 6,1 %                                               |
| Поляки                                              | 155                                                 | 4,5 %                                               |
| Украинцы                                            | 96                                                  | 2,8 %                                               |

В 2017 году в Хойниках родилось 220 и умерло 190 человек. Коэффициент рождаемости — 17,6 на 1000 человек (средний показатель по району — 16,6, по Гомельской области — 11,3, по Республике Беларусь — 10,8), коэффициент смертности — 15,2 на 1000 человек (средний показатель по району — 17,5, по Гомельской области — 13, по Республике Беларусь — 12,6). Уровень рождаемости в Хойниках самый высокий в Республике Беларусь.
Территория и население города увеличились за счёт присоединения к городу в 2009 году деревни Малишев.

## Топонимика
Улицы в Хойниках названы в честь: Андросов Н. Н., Ворошилов К. Е., Гастелло Н. Ф., Жуков Г. К., Заслонов К. С., Карась В. Г., Колесник В. Г., Кошевой О. В., Кочетков А. Г., Мележ И. П. и др.

## Инфраструктура
В городе расположена одна больница, территориальный центр социального обслуживания населения, физкультурно-оздоровительный комплекс, рестораны «Полесье», «Хуторок», Loft bar «Чердак», гостиница «Журавінка» и бар «Олимп».
В городе функционируют такие торговые сети, как: «Евроопт», «Доброном», «Петруха», «Остров чистоты», «Заря», «Особино», «Молочное кружево», «Мила», «Три цены», «Фармация», «Аптекарь».

## Экономика
Основные промышленные предприятия Хойники:
- ОАО «Хойникский завод гидроаппаратуры» (образован путём слияния 2 предприятий — завода гидроаппаратуры, основанного в 1976 году в качестве филиала Гомельского завода «Гидропривод», и Хойникского машиностроительного завода «Салют», основанного в 1981 году как филиал московского завода «Салют» по производству авиационных реактивных двигателей)
- КПУП «Хойникский ремонтный завод»
- Хойникский завод железобетонных изделий (филиал ОАО «Мозырский ДСК»; 124 работника в 2017 году)
- Хойникская фабрика художественных изделий
- ГЛХУ «Хойникский лесхоз»
- Хойникский филиал КУП «Гомельоблтопливо»
- Хойникский участок УП «Гомельвторчермет»
- Производственный участок по выпуску комбикормов ГП «Совхоз-комбинат «Заря» (ранее — самостоятельный комбикормовый завод)
- КПУП «Полиграф»
- Полесский производственный участок ОАО «Милкавита»

В 2004 году был упразднён Хойникский консервный завод.

## Образование
В городе расположено четыре детских сада, четыре школы, в том числе гимназия, Хойникский государственный колледж, дошкольный центр развития ребёнка, центр творчества детей и молодёжи, центр коррекционно-развивающего обучения и реабилитации, социально-педагогический центр.

## Культура
В Хойниках расположен районный краеведческий музей. В музее размещены экспозиции: История усадьбы; Природа родного края; История и этнография; Великая Отечественная война; О геноциде белорусского народа; Современная история района; Экспозиция «Трагедия Чернобыля»; Зал сменных экспозиций.
В апреле 2022 года в музее открылась экспозиция «О геноциде белорусского народа».
Функционирует музейная комната ГУО «Гимназия г. Хойники».
В Хойниках действуют:
- Детская школа искусств
- Центральная районная библиотека
- ГУК «Хойникский районный Дом культуры»
  - Районный Дом ремёсел
  - Центр культуры г. Хойники
- Центр творчества
- Центр ремесленного развития (открыт в октябре 2022 года на базе колледжа)

### Коллективы
- Народный ансамбль «Спадчына».
- Народный театр
- Народное любительское объединение "Песни над Полесьем"

## События и мероприятия

### События
- 25 августа 2012 года Хойники отметили 500-летие[31][5]
- 27 августа 2022 года Хойники отметили 510-летие[32][33]
- 24 мая 2023 года Хойники принял эстафету вдоль государственной границы, посвящённую 105-летию пограничной службы Беларуси

### Мероприятия
- 5 сентября 2010 года в Хойниках прошёл XVII День белорусской письменности

- В ноябре 2019 года в Хойниках прошли районные «Дажынкi»

## Достопримечательности

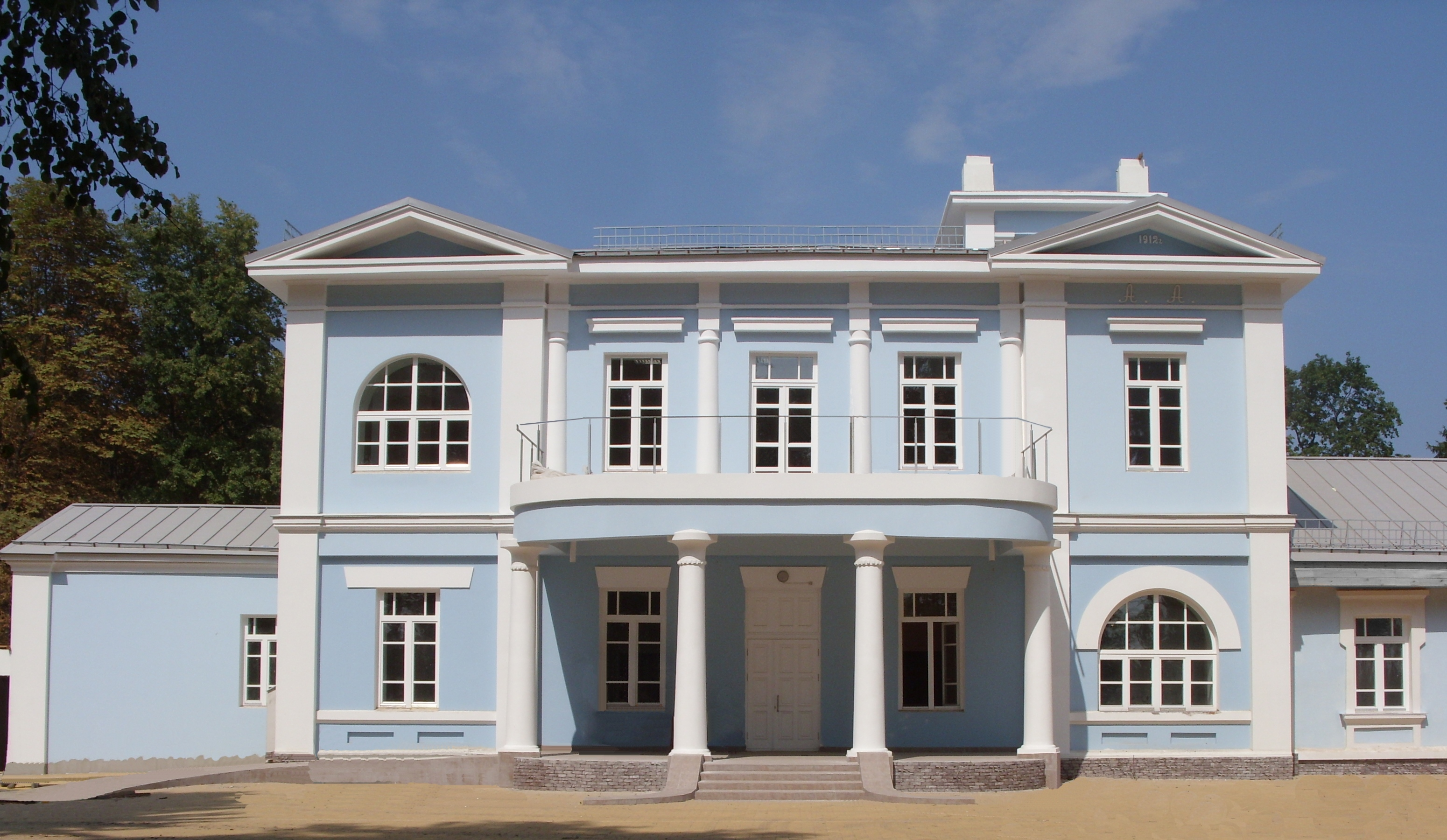
Бывший усадебный дом Авраамовых, XIX в.

- Городище периода раннего железного века, 1-е тыс. до н.э. – 1-е тыс. н.э., 2 км от города, урочище Городок —  Историко-культурная ценность Республики Беларусь, шифр 313В000789
- Православный Храм Покрова Пресвятой Богородицы, относится к Туровской епархии. Действует Свято-Покровский Хойникский женский монастырь.
- Костёл Успения Пресвятой Богородицы
- Церковь «Благодать»
- Братские могилы (1943) — памятник воинам, партизанам и подпольщикам, погибшим при освобождении города в Великой Отечественной войны —  Историко-культурная ценность Республики Беларусь, шифр 313Д000787.
- В усадебном доме Авраамовых разместился краеведческий музей. Андрей Михайлович Авраамов после окончания с большой серебряной медалью Академии коммерческих наук (1897) и петербургского Лесного института, успешно вёл в своём большом имении сельское и лесное хозяйство. В это время был сформирован красивый ансамбль усадьбы — дата «1912» на главном фасаде усадебного здания, очевидно, обозначает год строительства.
- Фрагменты бывшей усадьбы: усадебный дом, фрагменты парка, конец XIX — начало XX вв., ул. К. Маркса, 19 —  Историко-культурная ценность Республики Беларусь, шифр 313Г000786. Ныне располагается краеведческий музей.  памятник архитектуры
- Аллея Славы Героев СССР (2010). (Герои Социалистического Труда — Вергейчик Е. Е., Ганжа А. И., Кот В. П., Саковский Л. В., Хованский Н. П., Качеровский М.-Х. Ш.; Герои Боевой Славы — Колесник В. Г., Кочетков А. Г., Марченко В. Н., Гречихин Н. А.).
- Аллея почётных граждан Хойникского района (2022). Открыта в городском парке к 510-летию Хойник (Меденников А. Ф., Саркисян О. С., Березняцкий И. М., Слободян М. Л., Зеленковский А. М., Седова Е. А., Ревяко В. А., Обухов А. И., Кухаренко С. П., Худенко О. С., Смальцер В. Е., Титок А. И., Махнева М. Г., Мележ И. П.[34]).
- Самшитовая аллея.
- «Аллея поколений» в Сквере Энергетиков.
- Аллея «Единство» (16.09.2022) ко Дню народного единства.
- Аллея «Единство» (02.05.2024) в сквере районного Дома культуры.

### Памятник, скульптура
- Памятник В. И. Ленину
- Памятник в память о погибших в Афганистане
- Колокол-памятник в память о катастрофе на Чернобыльской АЭС
- На пустыре между районами Новые Хойники и Старые Хойники, в память о катастрофе на Чернобыльской АЭС установлен памятник «Скорби».
- Памятник в честь танкистов 68-й танковой бригады, участвовавших в освобождении района от немецко-фашистских захватчиков
- Памятный знак в честь водителей, выполнявших свой профессиональный долг при ликвидации катастрофы на ЧАЭС
- Памятный знак в честь энергетиков Советского Союза, принимавших участие в ликвидации последствий аварии на ЧАЭС в 1986—1987 гг.
- Памятный знак в честь командира партизанского отряда имени В. И. Чапаева — В. Г. Карася (1911—1943 гг.)

### Жанровая скульптура, арт-объекты
- Скульптура женщина с ребёнком. Установлена на въезде в Хойники
- Скульптурная композиция по мотивам романа И. П. Мележа «Людзі на балоце»

### Малые архитектурные формы
- Скамейка в форме гитары[35]

### Утраченное наследие
- Хойникский замок
- Костёл (1859—1862)

- Часовня (1859—1862)
- Усадьба Прозоров (конец XVIII в.)
- Церковь Покрова Пресвятой Богородицы (XVIII в.)

## В филателии и нумизматике
- 5 сентября 2010 года выпущена в обращение марка «Гербы гарадоў Беларусі. Герб Хойнікаў»[36]. Министерство связи и информатизации Республики Беларусь выпустило в обращение художественный конверт с оригинальной маркой «День белорусской письменности в Хойниках»[37].
- 25 августа 2012 года Министерство связи и информатизации Республики Беларусь выпустило в обращение карточку с оригинальной маркой «500-летие первого упоминания Хойников»[38].

## В топонимике
- Улица Хойникская в д. Радуша (Жлобинский район Гомельской области), аг. Дворец (Рогачёвский район Гомельской области).

## СМИ
Издаётся газета «Хойнiцкiя навiны» (ранее «Ленінскi сцяг»).